# Körösladány
Körösladány (románul: Ladani de Criș) város Békés vármegye Szeghalmi járásában.

## Fekvése
Körösladány a Körös menti sík északi peremén, a Dévaványai-sík és a Kis-Sárrét szomszédságában települt. Keresztülfolyik rajta a Sebes-Körös, amelynek erős kanyarulatait a szabályozáskor levágták. A mélyebben fekvő területeket a szabályozás előtt időszakosan víz borította. A település a Sebes-Körös és a 47-es főútvonal találkozásánál fekszik, a folyó egyik átkelőhelye.
A szomszédos települések: északkelet felől Szeghalom, kelet felől Vésztő, délkelet felől Bélmegyer, dél felől Mezőberény és Köröstarcsa, délnyugat felől Csárdaszállás és Gyomaendrőd, északnyugat felől pedig Dévaványa. Távolsága az Alföld nagyobb városai közül Debrecentől 93 kilométer déli, Szegedtől 133 kilométer északkeleti, Békéscsabától pedig 39 kilométer északi irányban.
A Sebes-Körös jellemzően háborítatlan folyópartja sok kellemes pihenésre kínál lehetőséget. A térség további turisztikai vonzerői közül könnyen megközelíthető a településről a Vésztő-Mágor-pusztai Történelmi Emlékhely, a Csolt monostorral, a dévaványai túzokrezervátum és az ecsegfalvi puszták; Gyomaendrőd a gyógyfürdőjével, a Soczó Motormúzeummal, a Kner Nyomdaipari Múzeummal, a füzesgyarmati Hotel Gara és Gyógyfürdő, valamint a bélmegyeri Fás-puszta is.

### Megközelítése
A városon keresztülhalad a 47-es főút, így ez a legfontosabb megközelítési útvonala Debrecen–Berettyóújfalu–Szeghalom felől éppúgy, mint Szeged–Békéscsaba irányából. Kisújszállással és Dévaványával a 4205-ös, Gyomaendrőd gyomai városrészével a 4232-es út köti össze.
Vonattal a MÁV 127-es számú Körösnagyharsány–Vésztő–Gyoma-vasútvonalán érhető el, melynek egy megállási pontja van itt. Körösladány vasútállomás a vonal állomásainak viszonylatában Kéthalom megállóhely és Szeghalom vasútállomás között helyezkedik el, fizikailag a 47-es főút vasúti kereszteződésétől kevéssel nyugatra található, közúti elérését a főútból kiágazó 42 335-ös számú mellékút teszi lehetővé.

## Története
Körösladány és határterületének történelmi és régészeti feltárása már a 19. század közepén elkezdődött. A településről az első tudományos igényű történelmi munka 1855-ben, ifj. Palugyay Imre (1818–1876) tollából jelent meg. Ezt számos egyéb munka követte, de közülük napjainkig egyik sem adta meg a város teljes monográfiai mértékű történelmét.
Körösladány első átfogó és tudományos igényű régészeti felmérését 1968 és 1975. november 30. között végezte el egy hat főből álló munkacsoport, Gazdapusztai Gyula – majd halála után Bakay Kornél – vezetésével. A munkacsoport hét év alatt 116 lelőhelyet tárt fel és kutatott át. E lelőhelyekből 43 a Sebes-Körös folyó bal partján, 73 pedig a jobb parti határrészen található. A bal és jobb parti lelőhelyek közötti mennyiségbeli különbségből azok fontosságára vagy értékességére vonatkozóan semmilyen következtetést nem lehet levonni. A különböző történelmi korok leletanyagát rejtő lelőhelyek mindegyike egyformán fontos és értékes a Körösladányban és határterületén megtelepült népek és kultúrák megismeréséhez. Az ezekben talált használati tárgyak, emberi és állati csontok a bizonyítékai annak, hogy a vidék ősidők óta emberi lakhelyül szolgált. A határrészek betűrendben:
- Bikeri: a falutól délkeletre eső határrész, ahol 9 lelőhely található.
- Kengyelköz: a Bikeri-határrész szomszédságában, de tőle nyugatra terül el. Itt 7 lelőhelyet tártak fel a régészek.
- Kihí-sziget: a Kihí határrész-névhez a „sziget” szót a régészek használták. A határrésznek ilyen neve sohasem volt, csak szimplán Kihí. A Sebes-Körös folyó hajdani patkó alakú kanyarulatában elterülő határrész a leletekben gazdag területek közé tartozik.
- Kerek-tó: Kerek településtől nyugatra helyezkedik el a Folyás-ér keleti partján. A lelőhelyek is a Folyás-ér keleti partján, a Gyoma–Körösladány-műút közelében találhatók.
- Korhány-halom: a faluval nyugatról közvetlenül határos, lelőhelyekben és leletekben gazdag terület.
- Körtvélyes: e határrész déli peremén egy magas érparton található, nagy kiterjedésű terület a Körös-kultúrába (i. e. 5000–4000) sorolható.
- Nádor-ér: vagy ahogy a ladányiak mondják, Nador-ér elég kicsi határterülete Körösladánynak. Valójában a vasút és a Sebes-Körös közötti területet kell érteni alatta. A vasút és a 47. számú főút közötti területrész neve régebben Kuruttyoló volt. Mára ez a név kiveszett a köztudatból (a hivatalosból is) és a műúttól a Sebes-Körösig nyúló terület neve Nador-ér.

### Története évszámokban
A régészeti leletek arról tanúskodnak, hogy Körösladány 7000 éves múltra tekint vissza, onnan számítva, amikor a megtelepedésre alkalmassá vált vidéken megjelentek a Körös-kultúrát képviselő első emberi közösségek. Az évezredek alatt ugyan többször kicserélődött az itt élt népesség, de a területet folyamatosan lakták.
Több mint 900 éves település, mely történelme során több alkalommal is elpusztult háború, tűzvész, vagy árvíz következtében.
Körösladány mai közigazgatási területén Nadányon kívül még hat falut ültek meg. Északra esett az 1321-es első említésekor már elpusztult Szentmihály. Ennek közelében, nyugatra feküdt egy 1219-es adat szerint talán várnépek lakta Károly. Ettől délebbre, Körösladány mai belterületének északnyugati szélén települt meg az 1321-ben felbukkanó Győrfölde, amely minden bizonnyal majorságszerű prédium lehetett, (rab)szolga jogállású lakossággal. A Sebes-Körös bal oldalán, attól kissé délre volt található a szintén 1321-ben említett Süvöltő. Ettől délkeletre esett a szolgáltató és várnépek által lakott Méhes, amelyről elsőként 1219-ből szól okirat. Innen északnyugatra helyezkedett el Fás, amely 1221-ben jelenik meg az írott forrásokban.
Először a zásti apátság 1067-ből származó okirata Nadan néven mint pagust említi. A nadan feltételezések szerint nádasgátat jelent. Még régebben római őrség erődítménye lehetett, mert a Kihi szigetnek, kertnek nevezett részén római sírt találtak, I. Constantinus római császár (272–337) aranypénzeivel. 1125 körül falut alapítottak itt a letelepedett besenyők, nem sokkal ezután fatemplomot kezdtek el építeni.
1222-ben a Váradi Regestrumban a helynév a nadányi alesperes nevében tűnik fel, papja ekkor Benjámin volt; a dokumentum azonban a helyet már mint pappal is rendelkező falut jegyzi, Nadan, Ladan, illetve Keresnadan néven. A község 1220-tól 500 éven keresztül a Nadányi család uradalma volt.
1370-ben a Nadányiak megépítették az első kőtemplomot; 1460 körül elkészült a Nadányiak kastélya is.
1514. május 20-án Dózsa György serege átvonult a falun. 1530-ban a falu áttért a református vallásra. 1552 januárjában ült össze a körösladányi zsinat, amelyen a helvét tanokat hirdető Kálmáncsehi Sánta Mártont eretneknek nyilvánították, és a régi szertartások szerint kiközösítették. Kálmáncsehi azonban viszontválaszul a nézeteinek elutasítóit átkozta ki. Még ugyanebben az évben megkezdődött az iskolai oktatás a körösladányi parókián.
1552 januárjában a tiszántúli protestáns papok itt tartották a zsinatjukat. Négy év múlva a falu behódolt a törököknek.
Egy okirat arról tudósít, hogy 1553. augusztus 3-án egy Petrovics Péter nevű ember megérkezett a Nadányiak körösladányi várkastélyába, ahol Kelet-Magyarország főuraival együtt majd három héten át szervezték, miként lehetne a törökkel szövetkezve elfoglalni Váradot, hogy Erdélybe bejutva előkészítsék János Zsigmond újbóli trónra lépését. Az 1500-as évek második felére reformátussá lett Körösladánynak 1651-ben Zombori Pál volt a lelkésze.
A település vagy 1598 őszén, amikor a török sereg Csanád, Nagylak, Arad elfoglalása után Várad sikertelen ostromára vonult, vagy 1599-ben, amikor török segédhadak, a krími tatárok a térségben teleltek ki, néptelenedett el a török uralom ideje alatt első ízben.
Az 1600-as évek első negyedére már biztosan benépesült, s a század közepére az akkori magyar földesúrnak, Nadányi Mihálynak köszönhetően egy járásnyi méretű uradalom központjává vált.
1658-ban újból elpusztult a település. A nyár folyamán ugyanis a törökök támadást indítottak II. Rákóczi György (1648–1660) erdélyi fejedelem ellen, aki a felperzselt föld taktikájával kívánta az ellenfeleit visszatartani. Ennek esett áldozatául Körösladány is, aminek alkalmával a malmát is felégették. 1685 táján, a Szent Liga szövetséges hadai által folytatott felszabadító harcok miatt Körösladány immár harmadjára néptelenedett el. 1699-ben Nadányi János telepeseket hozott a faluba.
1705-ben II. Rákóczi Ferenc fejedelem tiszántúli vezénylő parancsnoka, gróf Károlyi Sándor, amikor sikertelenül próbálkozott Gyula bevételével, június 24-ét követően Békés, Mezőtúr irányába haladva vonulhatott át az elnéptelenedett Körösladányon.
1705 és 1709 között Károlyi Sándor több alkalommal Körösladányban táborozott. 1720-ban, amikor Harrucker (1729-től báró Harruckern) János György átvette a Nadányiak Békés vármegyei uradalmát, az addig a régi földesuruknak szintén adózó ladányiakat is eltiltotta ettől. Ezzel szűnt meg a Nadányiak negyedszázad híján fél évezredes birtoklása Körösladányban. A birtokváltással egyben hivatalosan is Nadányról Körösladányra változtatták a település nevét, azzal az indoklással, hogy még a helynév se utaljon a község egykori uraira: „midőn ezen családtól hűtlenség miatt ezen birtok elvétetett, és a’ 18-ík századelején a’ Magas Kormánytól a’ Harucker család által megvétetvén, a’ hűtlenség által megbélyegzett birtokos emlékét feledtetni akarva a’ lett birtokos vagy felsőségi meghagyás folytán a’ Nadányi név Körös Ladányra változtattatott által, és mos már ezen név alatt ismertetik általánosan”.
1728-ban zajlott le az a per, melynek alkalmával visszaállították Körösladány és Köröstarcsa között a még 1479-ben megállapított határt. Ez szolgált alapul a vén Márkusról szóló monda megszületéséhez, amelyet Arany János is megénekelt A hamis tanú című művében. 1749-ben felépült az első önálló református iskolaépület.
A báró Harruckern család férfiági kihalása után, 1798-ban Körösladányt és tágabb környékét a Wenckheim család bárói ága örökölte. 1790-től 1840-ig a Sárrét hivatalos központja lett. Református templomát 1776-ban, katolikus templomát 1822-ben építtették. 1803 és 1805 között építtették föl – vélhetően a Nadányiak várkastélya helyén – a Wenckheim család copf stílusú kúriáját id. Czigler Antal tervei alapján, amivel a község újból uradalmi központtá vált. Ebben az időben vette kezdetét Körösladányban a vízszabályozás, melynek során báró Wenckheim József számos csatornát ásatott a belvizek levezetésére, illetve töltéseket készíttetett az árvizek megelőzésére.
1805-ben az első állandó fahidat áthelyezték. A következő évtizedben megépült a Wenckheim-vadászkastély (Bélmegyer) (1813) és a római katolikus iskola (1816). 1821. április 5-én a falut felperzselte a tűzvész. A következő évben elkészült a római katolikus templom. 1830-ban felépült a Wenckheim család kriptája. 1847. június 10-én Petőfi Sándor megszállt Körösladányban. Szeptember 19-én megalakult a vízszabályozó társaság. 1848. július 9-én harminckilenc fő jelentkezett a nemzetőrségbe.
1865-ben üzembe állították az első gőzmalmot. 1866. október 1-jén megnyitották az első óvodát. 1872. június 5-én átadták a községházát. 1881-ben árvíz pusztított a faluban. Négy év múlva a település megrendezte első vásárját. 1887-ben elkészült a szegények menháza. 1891. június 25-én megérkezett a vasút. Két év múlva elkészült a község első vashídja. Az év decemberében megépítették a falu első szilárd burkolatú útját (291 m).

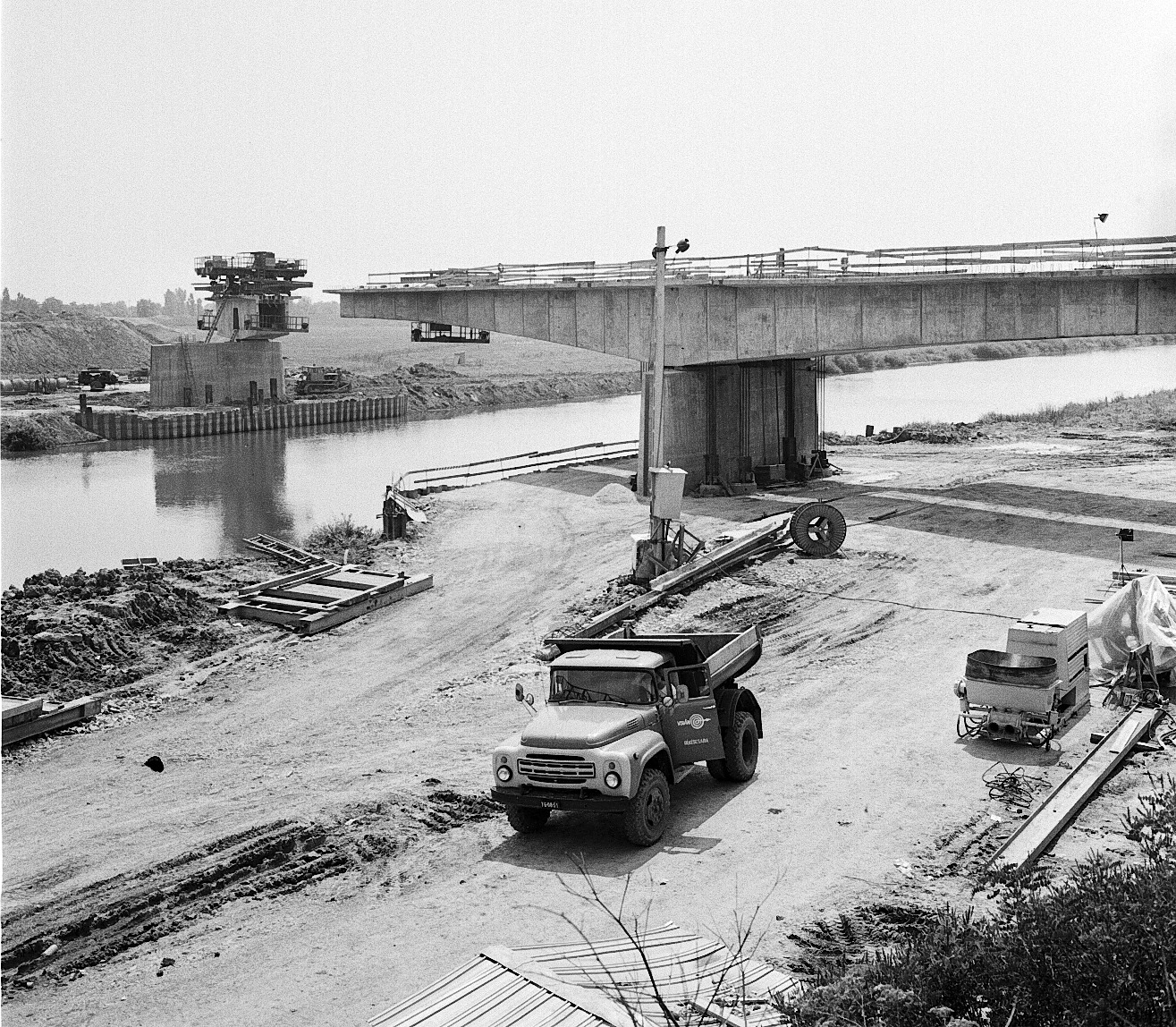
Az 1979-ben átadott vasbeton híd építése (Martin Gábor felvétele)

1903-ban két artézi kutat fúrattak a faluban. A következő évben 388 házhelyet mértek ki a Tenkér-parton (Újladány), majd elkészült a község első betonjárdája. 1918-ban Bartók Béla népdalt gyűjtött a faluban. 1927-ben a községben megkezdődött az áramszolgáltatás és megkezdte működését az első filmszínház.
1940-ben Újladányban felépült három, típusterv alapján készült ház. 1942-ben az Országos Nép- és Családvédelmi Alap jóvoltából felépült (téglából) 16 ONCSA-ház. 1944. október 6-án átvonult a front a falun. Fehér Lajos katolikus plébános karakán kiállásával megmentette a hidat a felrobbantástól. 1945-ben megkezdődött a földosztás. Egy év múlva megtörtént a villamosítás, és nemsokára tömegessé vált a néprádió, 1948-ban pedig gépállomást telepítettek a faluba. Augusztus 1-jén államosították az iskolákat.
1960. november 7-én elkészült a Művelődési Ház. Két év múlva elkészültek a gépállomás összkomfortos szolgálati lakásai. 1967-ben a faluban általánossá vált a televízió. 1970. június 2-án elkészült a törpevízmű. Két hét múlva kitelepítették a lakosságot árvízveszély miatt. 1977. december 9-én átadták a Sebes-Körösön épült duzzasztóművet, 1979. december 20-án pedig az új, vasbeton szerkezetű hidat. 1985-ben megnyílt a Helytörténeti Gyűjtemény. 
1994-ben megérkezett a faluba a vezetékes gáz. 1996-ban általánossá vált a faluban a vezetékes telefon. Még ebben az évben a Henkel letelepült Körösladányban. 

## 21. század
2003. augusztus 14-én átadták a református szeretetotthont és október 31-én üzembe állították a fedett szennyvízcsatorna első ütemét. 2007. július 1-jén a település városi címet kapott. Népességszáma 4800 fő, amely a munkanélküliség és a népesség elöregedése miatt folyamatosan csökken.
2012-ben még arról érkezett hír, hogy a Henkel német vegyipari cég körösladányi mosó- és háztartási tisztítószer üzemében „jelentős átalakulás és beruházás folyik, amely új technológia bevezetésével és gépsorok felállításával jár”, és hogy „az innovációhoz a vállalat 317 millió forintos hozzájárulást kapott.” 2024 nyarán azonban már azt közölték, hogy a termelést leállítják, év végére a cég a gyár teljes bezárását tervezi.

## Közélete

### Polgármesterei
- 1990–1994: Berki Imre (független)[8]
- 1994–1996: Berki Imre (független)[9]
- 1997–1998: Bojti János (független)[10]
- 1998–2002: Bojti János (Ipartestület Körösladány)[11]
- 2002–2004: Bojti János (Fidesz-MDF-MKDSZ-Gazdakörök-Ipartestület Körösladány)[12]
- 2004–2006: Dr. Pelcsinszki Boleszláv (SZDSZ)[13]
- 2006–2010: Dr. Pelcsinszki Boleszláv (SZDSZ)[14]
- 2010–2014: Kardos Károly (Fidesz-KDNP)[15]
- 2014–2019: Kardos Károly (Fidesz-KDNP)[16]
- 2019–2024: Kardos Károly (Fidesz-KDNP)[17]
- 2024– : Nagy Konrád (független)[1]

1997 februárjában időközi választást tartottak, mert Berki Imre polgármester nyugdíjba vonult.
A városban 2004. december 5-én időközi polgármester-választást tartottak, az előző polgármester lemondása miatt.

## Népesség
A település népességének változása:
| Lakosok száma | 4661 | 4623 | 4557 | 4209 | 4091 | 4069 | 4066 |
|               | 2013 | 2014 | 2015 | 2021 | 2022 | 2023 | 2024 |

Egy 1912-re befejezett 1910. évi népszámlás során összesen 7579 lakost számláltak. Ebből 7525 (99,3%) magyar, 41 (0,5%) szlovák, 13 (0,1%) német, 5 román anyanyelvű, illetve 5383 (71,0%) református, 1866 (24,6%) katolikus, 137 (1,8%) izraelita, 93 (1,2%) ágostai hitvallású evangélikus, emellett 14 ortodox, 8 görög keleti és egyéb vallású lakost írtak össze. Összlakosságából 7577 fő tudott magyarul beszélni, valamint 5231 fő tudott írni és olvasni.
2001-ben a település lakosságának 98%-a magyar, 2%-a cigány nemzetiségűnek vallotta magát.
A 2011-es népszámlálás során a lakosok 91,2%-a magyarnak, 3,9% cigánynak, 0,2% németnek mondta magát (8,6% nem nyilatkozott; a kettős identitások miatt a végösszeg nagyobb lehet 100%-nál). A vallási megoszlás a következő volt: római katolikus 14,2%, református 28,2%, evangélikus 0,6%, felekezeten kívüli 41,4% (15,1% nem nyilatkozott).
2022-ben a lakosság 92,5%-a vallotta magát magyarnak, 2,9% cigánynak, 0,1-0,1% ukránnak, szlováknak, örménynek, németnek és lengyelnek, 1,6% egyéb, nem hazai nemzetiségűnek (7,5% nem nyilatkozott; a kettős identitások miatt a végösszeg nagyobb lehet 100%-nál). Vallásuk szerint 19,3% volt református, 6,8% római katolikus, 0,6% egyéb keresztény, 1,8% egyéb katolikus, 0,3% evangélikus, 0,2% görög katolikus, 41,4% felekezeten kívüli (29,7% nem válaszolt).

## Nevezetességei
- Csörsz árka ma is jól kivehető, négy kilométer hosszú Körös-menti sánc, amely 352 körül épülhetett.
- Református templom (1776)
- Wenckheim–Merán-kastély (1805) – ma általános iskola
- Katolikus templom (1822)
- A Wenckheim család kriptája (1830)
- I. világháborús emlékmű – Hősök szobra avatása: 1929. május 5.
- Tüköry Lajos emlékmű (1956)
- Sebes-Körösi Duzzasztómű (1977)
- II. világháborús emlékmű
- Helytörténeti gyűjtemény – falumúzeum (2003)
- 56-os emlékmű (2006)
- Körösnadányi Nadányi Társaság
- Körös Művészeti Egyesület
  - Körösladányi Népdalkör (1991)
  - Körösladányi "CUHÁRÉ" Citerazenekar (1979)

## A település híres lakosai

### Itt születtek
- Tüköry Lajos (1830–1860), az olasz szabadságharc hőse
- Lengyel Béla (1844–1913) kémikus, az MTA tagja (1876). 1900–1905 között ő foglalkozott Magyarországon először a radioaktivitás jelenségeinek vizsgálatával.
- Kiss István (1857–1902) építész
- Lőwy Ferenc (1869–1944) rabbi, hittudós, tanulmányíró, műfordító, a holokauszt áldozata.
- Kata Mihály (1935–) Batthyány-Strattmann László-díjas magyar gyógyszerész
- Gyökössy Zsolt (1929–) magyar színházi- és televíziórendező
- Bíró Ferenc (nyelvész) (1945–) pedagógus, egyetemi tanár, nyelvész

### Itt éltek
- Wenckheim Béla (1811–1879) politikus, miniszterelnök (1875)
- Kőrösi János (1814–1897) református lelkész, iskolaépítő
- Asztalos Miklós (1899–1986) író

## A városról szóló irodalmi művek
- Petőfi Sándor: Puszta föld ez, ahol most járok… (Körösladány; 1847. június 10-én)
- Arany János: A hamis tanú (1852)
- Asztalos Domonkos: Sebes-körös ladányi partján (Budapest, 1951. augusztus 30.)
- Néprajz, értékek – Körösladánnyal kapcsolatos mondák és legendák[23]

## Körösladányt bemutató könyvek
- Kiszely Jánosné: Körösladányi fehérhímzések. Körösladány: Önkormányzat. 1994.  ISBN 963-03-3902-1
- Körösladány képekben: Vágvölgyi Mihály fotóival. Körösladány: Önkormányzat. 1998.  ISBN 963-03-5015-7
- Bíró Ferenc: Körösladány helynevei. Eger: Líceum. 1999.  = Körösladányi Hely- és Népismereti Dolgozatok,  1.
- D. Nagy András: A Wenckheim család és leszármazottai: Adalékok a bárói ág történetéhez. Eger: Líceum. 2000.  = Körösladányi Hely- és Népismereti Dolgozatok,  2. ISBN 963-7752-87-0
- Asztalos Miklós: A körösladányi árvízi napok: Naplórészlet, 1970. június 13–20. Szerk. Petneházi Szilvia, Sipos Imre. Eger; Körösladány: Polgármesteri Hivatal. 2000.  = Körösladányi Hely- és Népismereti Dolgozatok,  3. ISBN 963-00-7146-0
- Papp Lajos: Közterületek nevének eredete Körösladányban: A nagyközség közterületeinek története: Helytörténeti tanulmány. Körösladány: Önkormányzat. 2000.  = Körösladányi Hely- és Népismereti Dolgozatok,  5. ISBN 963-204-571-8
- Kazinczy István: Nadány: Körösladány története a kezdetektől az Árpád-házi királyok uralkodásáig. Körösladány: Önkormányzat. 2002.  ISBN 963-202-596-2
- Kazinczy István: A Nadányiak és Körösladány a reformáció idején: 1552., a körösladányi zsinat – a helvét reformáció nyitánya. Körösladány: Önkormányzat. 2002.  = Körösladányi Hely- és Népismereti Dolgozatok,  4.
- Kazinczy István: Körösladány szülötte, Tüköry Lajos, 1830–1860: A magyar szabadságharc főhadnagya, a törökországi emigráció őrnagya, az olasz egyesítés mártír ezredese. Körösladány: Önkormányzat. 2005.    helytelen ISBN kód: 963218808X963218808X